# Liste der Baudenkmale in Weisen
In der Liste der Baudenkmale in Weisen sind alle Baudenkmale der brandenburgischen Gemeinde Weisen und ihrer Ortsteile aufgelistet. Grundlage ist die Veröffentlichung der Landesdenkmalliste mit dem Stand vom 31. Dezember 2020.

## Baudenkmale in den Ortsteilen
In den Spalten befinden sich folgende Informationen:
- ID-Nr.: Die Nummer wird vom Brandenburgischen Landesamt für Denkmalpflege vergeben. Ein Link hinter der Nummer führt zum Eintrag über das Denkmal in der Denkmaldatenbank. In dieser Spalte kann sich zusätzlich das Wort Wikidata befinden, der entsprechende Link führt zu Angaben zu diesem Denkmal bei Wikidata.
- Lage: die Adresse des Denkmales und die geographischen Koordinaten. Link zu einem Kartenansichtstool, um Koordinaten zu setzen. In der Kartenansicht sind Denkmale ohne Koordinaten mit einem roten beziehungsweise orangen Marker dargestellt und können in der Karte gesetzt werden. Denkmale ohne Bild sind mit einem blauen bzw. roten Marker gekennzeichnet, Denkmale mit Bild mit einem grünen beziehungsweise orangen Marker.
- Bezeichnung: Bezeichnung in den offiziellen Listen des Brandenburgischen Landesamtes für Denkmalpflege. Ein Link hinter der Bezeichnung führt zum Wikipedia-Artikel über das Denkmal.
- Beschreibung: die Beschreibung des Denkmales
- Bild: ein Bild des Denkmales und gegebenenfalls einen Link zu weiteren Fotos des Baudenkmals im Medienarchiv Wikimedia Commons

### Schilde
| ID-Nr.            | Lage                          | Bezeichnung          | Beschreibung | Bild           |
| ----------------- | ----------------------------- | -------------------- | --- | -------------- |
| 09160605 Wikidata | Schilder Dorfstraße (Lage)    | Dorfkirche Schilde   | Die evangelische Kirche stammt aus der Mitte des 13. Jahrhunderts. Der barocke Kanzelaltar stammt aus dem Jahre 1709. | weitere Bilder |
| 09161133          | Schilder Dorfstraße 29 (Lage) | Wohnhaus und Scheune | | BW             |

### Weisen
| ID-Nr.            | Lage                    | Bezeichnung                                             | Beschreibung | Bild                                                    |
| ----------------- | ----------------------- | ------------------------------------------------------- | --- | ------------------------------------------------------- |
| 09160874          | Chausseestraße (Lage)   | Schmiede                                                | | Schmiede                                                |
| 09160916          | Dorfstraße 25 (Lage)    | Gehöft, bestehend aus Wohnhaus, Scheune und Einfriedung | | Gehöft, bestehend aus Wohnhaus, Scheune und Einfriedung |
| 09160875          | Krumme Straße 13 (Lage) | Villa mit Nebengebäude                                  | | Villa mit Nebengebäude                                  |
| 09160604 Wikidata | Schulplatz 5 (Lage)     | Dorfkirche Weisen                                       | Die evangelische Kirche stammt ursprünglich aus dem 16. Jahrhundert. Das Retabel auf dem Altar stammt aus dem Jahre 1695. | weitere Bilder                                          |